# Denzlingen
Denzlingen es un municipio en el distrito de Emmendingen en Baden-Wurtemberg, Alemania.

## Mauracher Berg
El Mauracher Berg (Monte de Maurach) es un monte de poca altura al norte de Denzlingen. El 21 febrero de 962 el emperador Otón el Grande regaló una gran comarca incluyendo el pueblo Maurach (ahora desaparecido) al obispo Conrado de Constanza.  En la ladera oriental del monte se encuentra la ruina de la iglesia de San Severino. No es cierto, si allí había habido un castillo, el castillo de Denzlingen.

## Puntos de interés
- Jardín Krottenau[16]